# 861 (numero)
Ottocentosessantuno (861) è il numero naturale dopo il 860 e prima del 862.

## Proprietà matematiche
- È un numero dispari.
- È un numero composto, con 8 divisori: 1, 3, 7, 21, 41, 123, 287, 861. Poiché la somma dei suoi divisori (escluso il numero stesso) è 483 < 861, è un numero difettivo.
- È un numero sfenico.
- È un numero triangolare.
- È un  numero esagonale.
- È un numero di Smith nel sistema numerico decimale.
- È un numero di Ulam.
- È un numero congruente.
- È un numero intero privo di quadrati.
- È un numero palindromo nel sistema di numerazione posizionale a base 6 (3553).
- È un numero colombiano nel sistema numerico decimale.
- È parte delle terne pitagoriche (189, 840, 861), (620, 861, 1061), (820, 861, 1189), (861, 1148, 1435), (861, 2448, 2595), (861, 2951, 3075), (861, 5852, 5915), (861, 7540, 7589), (861, 9020, 9061), (861, 17640, 17661), (861, 41180, 41189), (861, 52948, 52955), (861, 123552, 123555), (861, 370660, 370661).

## Astronomia
- 861 Aïda è un asteroide della fascia principale del sistema solare.
- NGC 861 è una galassia spirale della costellazione del Triangolo.
- IC 861 è una galassia della costellazione dei Cani da Caccia.

## Altri ambiti
- La Bundesautobahn 861 (BAB 861) è una breve autostrada tedesca.